# Myrceugenia parvifolia
La Myrceugenia parvifolia, con su nombre común Chilquilco, Chilcón o Patagüilla, es una especie de arbusto perenne, perteneciente a la familia de las mirtáceas. Es endémica de Chile.

## Distribución
Se encuentra en las regiones del Maule, Bíobío, La Araucanía, Los Ríos y Los Lagos. Crece en lugares húmedos, en pantanos o a orillas de cursos de agua permanentes, por lo que es considerada una especie higrófila. No resiste a las heladas, por lo que se ubica debajo de otras especies arbóreas y en un rango altitudinal de 0 a 200 metros. Se asocia muy bien con otras especies de la familia Myrtaceae.

## Descripción
Arbusto siempreverde que alcanza unos 5 m de altura, con pelos pardo rojizos a blancuzcos, ramas nuevas pubescentes cuando jóvenes, glabras al crecer. Hojas opuestas pecioladas, de margen entero y de forma elíptica, oblonga o lanceolada, ápice y base aguda a obtusa; láminas glabras de 1-2,8 x 0,2-0,7 cm, verdosas grisáceas opacas en el haz, verde-grisáceas claras a verde-amarillentas claras en el envés. Nervio central acanalado en el haz. 
Flores hermafroditas, pedúnculos unifloros de 5-15 mm, glabros, axilares. Lóbulos del cáliz glabros o escasamente pubescentes, pétalos libres blancuzcos, estambres numerosos 60-100. Fruto baya globosa de 7 mm de diámetro.

## Nombre común
- Chilchilco, chequén, patagüilla valdiviana, patagüilla

## Usos
En jardinería para macizos, aisladamente o en setos. Interesante por su continua floración, y su fructificación.